# Ducado de Mirandola

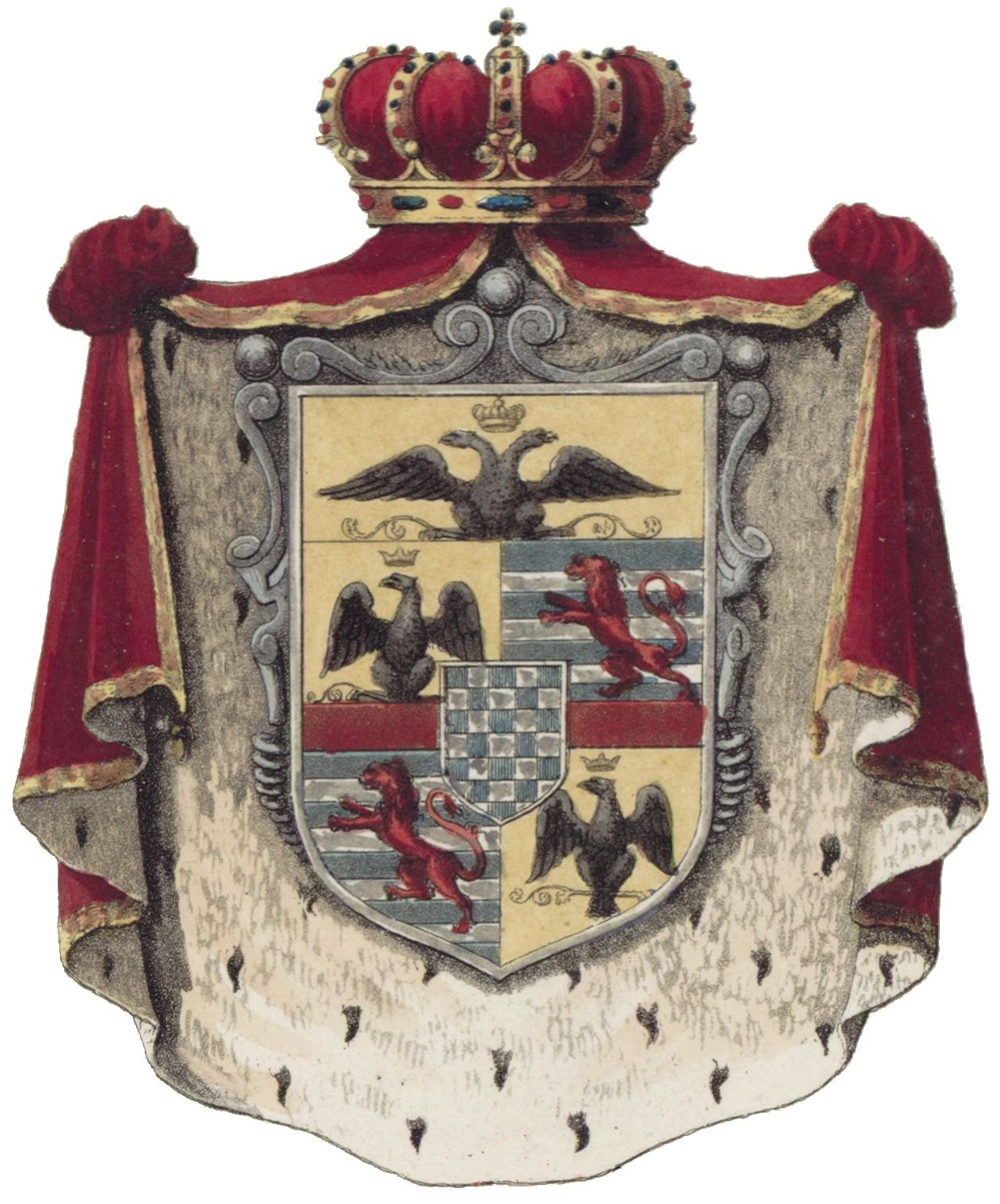
Brasão da família Pico, enquanto Monarcas de Mirandola e Concordia, e Príncipes do Sacro Império.

O Ducado de Mirandola ou, na sua forma mais completa, Ducado de Mirandola e Marquesado de Concordia (em italiano:  Ducato della Mirandola e Marchesato de Concordia) foi um estado italiano independente entre 1310 e 1711, e cuja capital foi a cidade de Mirandola. A família Pico, à qual pertenceu o célebre humanista Giovanni Pico della Mirandola, governou este ducado que, em 1711 foi integrado no Ducado de Módena, governado pelos Este. 
No curso da sua história, Mirandola, cidade poderosamente fortificata, foi sujeita a dois assédios, o primeiro em 1510 durante o governo do Papa Júlio II e o segundo, em 1551, sob o Papa Júlio III .

## Governantes de Mirandola
Ao senhorio de Mirandola foi, desde logo, associado o senhorio de Concordia, uma localidade vizinha, governados em conjunto pela família Pico, conhecida como os Pico della Mirandola.

### Senhores de Mirandola
- Francisco I (Francesco I Pico), 1311-1311

### Senhores de Mirandola e Concordia
- Francisco II (Francesco II Pico), 1354-1399
- Francisco III (Francesco III Pico) com João I (Giovanni I Pico) e Aiace Pico, 1399-1429
- Francisco III (Francesco III Pico) com João I (Giovanni I Pico), 1429 - 1432

### Senhores de Mirandola e Condes de Concordia
- Francisco III (Francesco III Pico) com João I (Giovanni I Pico), 1432-1451
- Francisco III (Francesco III Pico), 1451-1461
- João Francisco I (GianFrancesco I Pico), 1461-1467
- Galeotto I, 1467-1499
- João Francisco II (GianFrancesco II Pico), 1499-1502
- Frederico I (Federico I Pico) com Luís I (Ludovico I Pico), 1502-1504
- Luís I (Ludovico I Pico), 1504-1509
- Galeotto II, 1509-1511
- João Francisco II (GianFrancesco II Pico), 1511-1511
- Galeotto II, 1514-1533

### Condes de Mirandola e Concordia
- Galeotto II, 1533-1550
- Luís II (Ludovico II Pico), 1550 - 1558
- Galeotto III, 1558-1592
- Frederico II (Federico II Pico), 1592-1596

### Príncipes de Mirandola e Marqueses de Concordia
- Frederico II (Federico II Pico), 1596-1602
- Alexandre I (Alessandro I Pico), 1602-1619

### Duques de Mirandola e Marqueses de Concordia
- Alexandre I (Alessandro I Pico), 1619-1637
- Alexandre II (Alessandro II Pico), 1637-1691
- Francisco Maria II (Francesco Maria II Pico), 1691-1708 [nota 1]
  - regência de Brígida Pico 1691-1706